# Església de Santa Helena (Roma)
L'església de Santa Helena és un lloc de culte catòlic a Roma , situat al tram urbà de la Via Casilina, al districte de Prenestino-Labicano; en ella hi ha la parròquia del mateix nom , governada pel clergat diocesà, i el títol cardenalici de " Sant'Elena fora de Porta Prenestina ".

## Història
L'església va ser encarregada per Pius X per commemorar el XVI centenari de l'Edicte de Milà de l'any 313, quan els emperadors romans Constantí I i Licini van reconèixer la religió cristiana com a religió lícita i legítima dins de l'imperi; i va ser dedicada a la mare de Constantí, Helena. Es va escollir la zona ja coneguda com el barri de Santa Helena, on al segle xiv hi havia una vinya propietat del monestir de Santa Maria Nova, venuda el 1424 al capítol del Laterà. L'església va ser construïda segons un disseny de l'arquitecte Giuseppe Palombi, entre 1913 i 1914; va ser oberta al culte el 2 d'abril de 1914 i consagrada el 17 de setembre de 1916.
Va ser erigida com a parròquia el 19 de març de 1914 pel Papa Pius X, amb la constitució apostòlica " Quod iam pridem ", rebent els títols i les rendes de la parròquia suprimida dels Sants Quiric i Giulitta al Fòrum d'August. La parròquia va ser governada gairebé des de la seva fundació per l'orde religiós dels Oblats de la Mare de Déu; des del 2003 va tornar al clergat diocesà de Roma Des del 1985 ha assumit el títol cardenalici de " Sant'Elena fora de Porta Prenestina ".
A la paret del ferrocarril, al punt àlgid del descens de la Via del Mandrione a la Via Casilina, hi ha una creu de travertí en memòria del rector Raffaele Melis, que va ser colpejat pel segon bombardeig angloamericà de la ciutat de Roma el 13 d'agost de 1943 , que va impactar el petit tren, ple de repatriats d'Àfrica, de l'aleshores ferrocarril Roma-Fiuggi-Alatri-Frosinone , mentre ajudava els ferits.
El 1945 l'església va acollir el rodatge de "Roma, città aperta", de Roberto Rossellini. A la pel·lícula, la façana i el pati interior apareixen en moltes escenes amb Don Pietro, el protagonista interpretat per Aldo Fabrizi (l'interior, però, és el de l'església de Santa Maria dell'Orto del Trastevere ).
El 19 de març de 2014, la comunitat parroquial va celebrar solemnement el seu primer centenari.

## Descripció
La façana de l'església, tancada per una porta de ferro forjat, és d'un estil clàssic sobri. Té maçoneria de maó i elements decoratius (cornises, pilastres corínties, timpans) en travertí i guix clar. En correspondència amb cadascuna de les tres naus internes, hi ha un portal, del qual el més gran és el més gran. A la part superior, que acaba amb un timpà triangular coronat per una creu, hi ha la rosassa circular , tancada per una finestra de vidre policromat que representa Santa Helena.
A l'interior, l'església és d'estil neocristiana primitiva, amb una planta basilical amb tres naus separades per dues fileres d'arcs de mig punt que descansen sobre columnes, cadascuna acabant en un absis semicircular. La volta de la nau principal té encavallades de fusta, mentre que la de les dues més petites és de volta de creueria. El 1930 , els frescos de l'arc triomfal (Evangelistes) i de l'absis central (Invenció de la Creu) van ser pintats per Ettore Ballerini; la distribució actual de la zona del presbiteri data de principis dels anys vuitanta: al centre hi ha l'altar major de marbre amb un crucifix de fusta al darrere; en una posició avançada, en canvi, dos púlpits , dels quals l'esquerre està decorat amb dos baixos relleus d'Italo Celli que representen el monograma de la parròquia i el Lleó de Sant Marc, creats el 2014 i que formen part d'un programa més ampli de decoració dels dos púlpits.
L'orgue de tubs, situat en un sol cos al terra de l'absis, va ser construït el 1908 per Carlo Vegezzi-Bossi per a la capella del palau de Piombino a Roma, aleshores residència de Margherita di Savoia; traslladat a l'església el 1926 , va ser posteriorment modificat i ampliat per Mario Strozzi el 1958. Amb transmissió elèctrica, té 18 registres en dos manuals i un pedal.

## El títol cardenalici
Sant'Elena fuori Porta Prenestina (llatí: Diaconia Sanctae Helenae extra Portam Praenestinam) és una diaconia instituïda pel papa Joan Pau II el 3 de maig de 1985.

### Cardenals titulars
- Édouard Gagnon, P.S.S. (25 de maig de 1985-29 de gener de 1996; nomenat cardenal prevere de San Marcello)
- Peter Poreku Dery (24 de març de 2006-6 de març de 2008; mort)
- João Braz de Aviz (18 de febrer de 2012-4 de març de 2022); títol pro hac vice des del 4 de març de 2022